# Midhë
Midhë – wieś położona w północnej części Albanii w gminie Qelëz. Wieś znajduje się 90 kilometrów od stolicy państwa, Tirany.

## Demografia
Według spisu ludności z 1989 roku we wsi Midhë mieszkało 514 mieszkańców.